# Хазарт (албум)
„Хазарт“ е студиен албум на Лили Иванова, издаден през 1993 година от звукозаписната компания „Mega Sofia“ на компактдиск (каталожен номер: 100 011 - 2) и аудиокасета (каталожен номер: 100 22 - 2). Албумът се състои от общо 12 песни, сред тях и някои хитове: „Хазарт“, „Две хубави очи“, „Белите манастири“, „За да те има“ (дует с Цветан Владовски – Чочо), „Малък шанс“ (дует с Чочо Владовски), „Заклинание“ – версия на едноименната песен на Петър Чернев от 1975 г., както и версия на „Imagine“ – световния хит на Джон Ленън от 1971 г.

## Екип

### Музиканти
- Клавишни инструменти и синтезатори: Александър Кипров
- Саксофони: Михаил Грозданов – 7, 10; Кирил Йорданов – 2, 6, 12
- Ел. китари: Иван Лечев – 1, 3, 4, 5, 7, 8, 9, 10, 11; Асен Гаргов – 2, 6, 12
- Флейта: Христо Владовски – 11

### Технически
- Музикален продуцент: Цветан Владовски – Чочо
- Песни № 1, 3, 5, 7, 9, 10, 11 са реализирани в „Студиото“ (Лили Иванова и Чочо Владовски) в периода 1992 – 1993 г. – тонрежисьор и смесване: Цветан Владовски
- Песни № 2, 4, 6, 8, 12 са реализирани в студио „FSB“ в периода 1989 – 1991 г. – тонрежисьор и смесване: Румен Бояджиев